# Национално знаме на Мали
Националното знаме на Мали е прието на 1 март 1961 година. Знамето е съставено от три вертикално поставени ленти в зелено, жълто и червено, които са и панафрикански цветове. Това знаме е подобно на предишното знаме на Мали, което е било и знаме на Федерация Мали. Разликата в новото знаме е че, старото е имало черен силует на човек, който символизирал съюза.

## Знаме през годините
- (1959 – 1961)